# Caixa preta (teoria dos sistemas)
Em ciência, computação e engenharia, uma caixa preta é um sistema que pode ser visto em termos de suas entradas e saídas (ou características de transferência), sem qualquer conhecimento de seu funcionamento interno. Sua implementação é "opaca" (preta). O termo pode ser usado para se referir a muitos trabalhos internos, como os de um transistor, um motor, um algoritmo, o cérebro humano ou uma instituição ou governo.
Para analisar um sistema aberto com uma típica "abordagem de caixa preta", apenas o comportamento do estímulo/resposta será contabilizado, para inferir a caixa (desconhecida). A representação usual desse sistema de caixa preta é um diagrama de fluxo de dados centralizado na caixa.
O oposto de uma caixa preta é um sistema em que os componentes internos ou a lógica estão disponíveis para inspeção, que é mais comumente chamada de caixa branca (às vezes também conhecida como "caixa transparente" ou "caixa de vidro").

## História

Um modelo de caixa preta pode ser usado para descrever as saídas dos sistemas

O significado moderno do termo "caixa preta" parece ter entrado no idioma inglês por volta de 1945. Na teoria de circuitos eletrônicos, o processo de síntese de rede a partir de funções de transferência, que levou os circuitos eletrônicos a serem considerados "caixas pretas" caracterizadas por sua resposta a sinais aplicados às suas portas, podem ser atribuídos a Wilhelm Cauer, que publicou suas ideias em sua forma mais desenvolvida em 1941. Embora Cauer não tenha usado o termo, outros que o seguiram certamente descreveram o método como análise de caixa preta. Vitold Belevitch coloca o conceito de caixas-pretas ainda mais cedo, atribuindo o uso explícito de redes de duas portas como caixas-pretas a Franz Breisig em 1921 e argumenta que os componentes de dois terminais eram implicitamente tratados como caixas-pretas antes disso.
Na cibernética, um tratamento completo foi dado por Ross Ashby em 1956. Uma caixa preta foi descrita por Norbert Wiener em 1961 como um sistema desconhecido que deveria ser identificado usando as técnicas de identificação de sistema. Ele viu o primeiro passo na auto-organização como ser capaz de copiar o comportamento de saída de uma caixa preta. Muitos outros engenheiros, cientistas e epistemólogos, como Mario Bunge, usaram e aperfeiçoaram a teoria da caixa preta na década de 1960.

## Teoria dos sistemas

A teoria do sistema aberto é a base da teoria da caixa preta. Ambos têm foco nos fluxos de entrada e saída, representando trocas com o entorno

Na teoria dos sistemas, a caixa preta é uma abstração que representa uma classe de sistema aberto concreto que pode ser visto apenas em termos de suas entradas de estímulos e reações de saída:
A compreensão de uma caixa preta é baseada no "princípio explicativo", a hipótese de uma relação causal entre a entrada e a saída. Este princípio afirma que a entrada e a saída são distintas, que o sistema tem entradas e saídas observáveis (e relacionáveis) e que o sistema é preto para o observador (não pode ser aberto).